# Cúp bóng đá châu Á 2019 (Bảng A)
Bảng A của Cúp bóng đá châu Á 2019 sẽ diễn ra từ ngày 5 đến ngày 14 tháng 1 năm 2019. Bảng này bao gồm giải đấu chủ nhà UAE, Thái Lan, Ấn Độ, và Bahrain. Hai đội tuyển đứng đầu, có thể cùng với đội xếp thứ ba (nếu họ được xếp hạng là một trong 4 đội tốt nhất), sẽ giành quyền vào vòng 16 đội.

## Các đội tuyển
| Vị trí bốc thăm | Đội tuyển | Khu vực | Tư cách vượt qua vòng loại | Ngày vượt qua vòng loại | Tham dự chung kết | Tham dự cuối cùng | Thành tích tốt nhất lần trước | Bảng xếp hạng FIFA | Bảng xếp hạng FIFA |
| Vị trí bốc thăm | Đội tuyển | Khu vực | Tư cách vượt qua vòng loại | Ngày vượt qua vòng loại | Tham dự chung kết | Tham dự cuối cùng | Thành tích tốt nhất lần trước | Tháng 4-2018       | Tháng 12-2018      |
| --------------- | --------- | ------- | -------------------------- | ----------------------- | ----------------- | ----------------- | ----------------------------- | ------------------ | ------------------ |
| A1              | UAE       | WAFF    | Chủ nhà                    | 9 tháng 3 năm 2015      | 10 lần            | 2015 (hạng ba)    | Á quân (1996)                 | 81                 | 79                 |
| A2              | Thái Lan  | AFF     | Nhất bảng F (vòng 2)       | 24 tháng 3 năm 2016     | 7 lần             | 2007 (vòng bảng)  | Hạng ba (1972)                | 122                | 118                |
| A3              | Ấn Độ     | SAFF    | Nhất bảng A (vòng 3)       | 11 tháng 10 năm 2017    | 4 lần             | 2011 (vòng bảng)  | Á quân (1964)                 | 97                 | 97                 |
| A4              | Bahrain   | WAFF    | Nhất bảng E (vòng 3)       | 14 tháng 11 năm 2017    | 6 lần             | 2015 (vòng bảng)  | Hạng tư (2004)                | 116                | 113                |

Ghi chú
1. ↑  Bảng xếp hạng của tháng 4 năm 2018 đã được sử dụng để hạt giống cho bốc thăm vòng chung kết.

## Bảng xếp hạng
| VT | Đội      | ST | T | H | B | BT | BB | HS | Đ | Giành quyền tham dự                     |
| -- | -------- | -- | - | - | - | -- | -- | -- | - | --------------------------------------- |
| 1  | UAE (H)  | 3  | 1 | 2 | 0 | 4  | 2  | +2 | 5 | Giành quyền vào vòng đấu loại trực tiếp |
| 2  | Thái Lan | 3  | 1 | 1 | 1 | 3  | 5  | −2 | 4 | Giành quyền vào vòng đấu loại trực tiếp |
| 3  | Bahrain  | 3  | 1 | 1 | 1 | 2  | 2  | 0  | 4 | Giành quyền vào vòng đấu loại trực tiếp |
| 4  | Ấn Độ    | 3  | 1 | 0 | 2 | 4  | 4  | 0  | 3 |                                         |

1. 1 2  Điểm đối đầu: Thái Lan 3, Bahrain 0.

Trong vòng 16 đội:
- Nhất bảng A sẽ giành quyền thi đấu với đội xếp thứ ba của bảng C, bảng D, hoặc bảng E.
- Nhì bảng A sẽ giành quyền thi đấu với nhì bảng C.
- Đội xếp thứ ba của bảng A có thể giành quyền thi đấu với nhất bảng B hoặc bảng C.

## Các trận đấu
Tất cả thời gian được liệt kê là GST (UTC+4).

### UAE vs Bahrain
| UAE                  | 1–1      | Bahrain          |
| -------------------- | -------- | ---------------- |
| - Khalil 88' (ph.đ.) | Chi tiết | - Al Romaihi 78' |

| UAE | Bahrain |

| GK                  | 17 | Khalid Eisa         |     |     |
| RB                  | 9  | Bandar Al-Ahbabi    |     |     |
| CB                  | 4  | Khalifa Mubarak     |     |     |
| CB                  | 6  | Fares Juma (c)      |     |     |
| LB                  | 18 | Al Hassan Saleh     |     |     |
| CM                  | 21 | Khalfan Mubarak     |     | 54' |
| CM                  | 2  | Ali Salmeen         |     |     |
| CM                  | 5  | Amer Abdulrahman    | 35' | 54' |
| RW                  | 15 | Ismail Al Hammadi   |     |     |
| CF                  | 7  | Ali Mabkhout        |     |     |
| LW                  | 13 | Khamis Esmaeel      | 36' | 81' |
| Vào sân thay người: |    |                     |     |     |
| MF                  | 20 | Saif Rashid         |     | 54' |
| MF                  | 16 | Mohamed Abdulrahman |     | 54' |
| FW                  | 11 | Ahmed Khalil        |     | 81' |
| Huấn luyện viên:    |    |                     |     |     |
| Alberto Zaccheroni  |    |                     |     |     |

| GK                  | 1  | Sayed Shubbar Alawi    |  |       |
| RB                  | 5  | Hamad Al-Shamsan       |  |       |
| CB                  | 16 | Sayed Redha Isa        |  |       |
| CB                  | 3  | Waleed Al Hayam        |  |       |
| LB                  | 12 | Ahmed Juma             |  | 87'   |
| RM                  | 7  | Abdulwahab Al-Safi (c) |  |       |
| CM                  | 4  | Sayed Dhiya Saeed      |  |       |
| CM                  | 11 | Ali Madan              |  | 90+3' |
| LM                  | 19 | Kamil Al Aswad         |  |       |
| CF                  | 23 | Jamal Rashid           |  | 81'   |
| CF                  | 13 | Mohamed Al Romaihi     |  |       |
| Vào sân thay người: |    |                        |  |       |
| FW                  | 10 | Abdulla Yusuf Helal    |  | 81'   |
| MF                  | 8  | Mohamed Marhoon        |  | 87'   |
| FW                  | 20 | Sami Al-Husaini        |  | 90+3' |
| Huấn luyện viên:    |    |                        |  |       |
| Miroslav Soukup     |    |                        |  |       |

| Cầu thủ xuất sắc nhất trận: Mohamed Al Romaihi (Bahrain) Trợ lý trọng tài: Ahmad Al-Roalle (Jordan) Mohammad Al-Kalaf (Jordan) Trọng tài thứ tư: Mohammed Al-Abakry (Ả Rập Xê Út) Trợ lý trọng tài bổ sung: Turki Al-Khudhayr (Ả Rập Xê Út) Ahmed Al-Ali (Jordan) |

### Thái Lan vs Ấn Độ

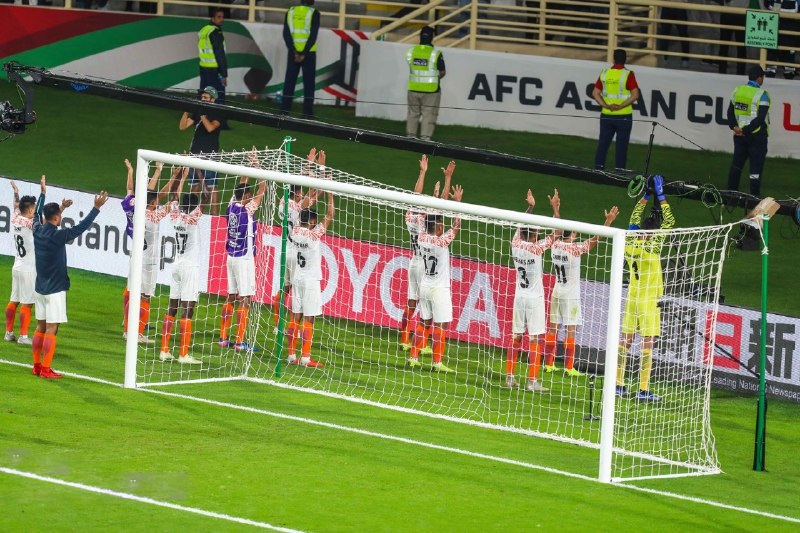
Các cầu thủ Ấn Độ ăn mừng với người hâm mộ sau trận đấu

| Thái Lan     | 1–4      | Ấn Độ                                                   |
| ------------ | -------- | ------------------------------------------------------- |
| - Dangda 33' | Chi tiết | - Chhetri 27' (ph.đ.), 46' - Thapa 68' - Lalpekhlua 80' |

| Thái Lan | Ấn Độ |

| GK                  | 1  | Chatchai Budprom        |     |     |
| RB                  | 19 | Tristan Do              |     |     |
| CB                  | 4  | Chalermpong Kerdkaew    |     |     |
| CB                  | 6  | Pansa Hemviboon         | 79' |     |
| LB                  | 3  | Theerathon Bunmathan    |     |     |
| CM                  | 8  | Thitipan Puangchan      |     |     |
| CM                  | 14 | Sanrawat Dechmitr       | 39' | 58' |
| RW                  | 9  | Adisak Kraisorn         |     | 79' |
| AM                  | 18 | Chanathip Songkrasin    |     | 73' |
| LW                  | 22 | Supachai Jaided         |     |     |
| CF                  | 10 | Teerasil Dangda (c)     |     |     |
| Vào sân thay người: |    |                         |     |     |
| DF                  | 11 | Korrakot Wiriyaudomsiri |     | 58' |
| FW                  | 20 | Siroch Chatthong        |     | 73' |
| MF                  | 7  | Sumanya Purisai         |     | 79' |
| Huấn luyện viên:    |    |                         |     |     |
| Milovan Rajevac     |    |                         |     |     |

| GK                  | 1  | Gurpreet Singh Sandhu (c) |  |     |
| RB                  | 20 | Pritam Kotal              |  |     |
| CB                  | 5  | Sandesh Jhingan           |  |     |
| CB                  | 3  | Subhasish Bose            |  |     |
| LB                  | 22 | Anas Edathodika           |  |     |
| RM                  | 15 | Udanta Singh              |  |     |
| CM                  | 7  | Anirudh Thapa             |  | 78' |
| CM                  | 14 | Pronay Halder             |  | 87' |
| LM                  | 19 | Halicharan Narzary        |  |     |
| CF                  | 13 | Ashique Kuruniyan         |  | 78' |
| CF                  | 11 | Sunil Chhetri             |  |     |
| Vào sân thay người: |    |                           |  |     |
| FW                  | 12 | Jeje Lalpekhlua           |  | 78' |
| MF                  | 17 | Rowllin Borges            |  | 78' |
| MF                  | 6  | Germanpreet Singh         |  | 87' |
| Huấn luyện viên:    |    |                           |  |     |
| Stephen Constantine |    |                           |  |     |

| Cầu thủ xuất sắc nhất trận: Sunil Chhetri (Ấn Độ) Trợ lý trọng tài: Huo Weiming (Trung Quốc) Cao Yi (Trung Quốc) Trọng tài thứ tư: Ronnie Koh Min Kiat (Singapore) Trợ lý trọng tài bổ sung: Mã Ninh (Trung Quốc) Phó Minh (Trung Quốc) |

### Bahrain vs Thái Lan
| Bahrain | 0–1      | Thái Lan        |
| ------- | -------- | --------------- |
|         | Chi tiết | - Chanathip 58' |

| Bahrain | Thái Lan |

| GK                  | 1  | Sayed Shubbar Alawi    |  |     |
| RB                  | 16 | Sayed Redha Isa        |  |     |
| CB                  | 5  | Hamad Al-Shamsan       |  |     |
| CB                  | 3  | Waleed Al Hayam        |  |     |
| LB                  | 12 | Ahmed Juma             |  | 64' |
| CM                  | 7  | Abdulwahab Al-Safi (c) |  |     |
| CM                  | 19 | Kamil Al Aswad         |  |     |
| RW                  | 11 | Ali Madan              |  | 79' |
| AM                  | 8  | Mohamed Marhoon        |  | 65' |
| LW                  | 4  | Sayed Dhiya Saeed      |  |     |
| CF                  | 13 | Mohamed Al Romaihi     |  |     |
| Vào sân thay người: |    |                        |  |     |
| FW                  | 20 | Sami Al-Husaini        |  | 64' |
| FW                  | 10 | Abdulla Yusuf Helal    |  | 65' |
| FW                  | 9  | Mahdi Al-Humaidan      |  | 79' |
| Huấn luyện viên:    |    |                        |  |     |
| Miroslav Soukup     |    |                        |  |     |

| GK                  | 23 | Siwarak Tedsungnoen  |       |       |
| CB                  | 5  | Adisorn Promrak      | 45+1' | 90+2' |
| CB                  | 6  | Pansa Hemviboon      | 13'   |       |
| CB                  | 15 | Suphan Thongsong     | 20'   |       |
| RWB                 | 19 | Tristan Do           |       |       |
| LWB                 | 3  | Theerathon Bunmathan |       |       |
| RM                  | 9  | Adisak Kraisorn      | 43'   | 80'   |
| CM                  | 8  | Thitipan Puangchan   |       |       |
| CM                  | 17 | Tanaboon Kesarat     |       | 68'   |
| LM                  | 18 | Chanathip Songkrasin |       |       |
| CF                  | 10 | Teerasil Dangda (c)  |       |       |
| Vào sân thay người: |    |                      |       |       |
| MF                  | 14 | Sanrawat Dechmitr    |       | 68'   |
| FW                  | 22 | Supachai Jaided      |       | 80'   |
| DF                  | 16 | Mika Chunuonsee      |       | 90+2' |
| Huấn luyện viên:    |    |                      |       |       |
| Sirisak Yodyardthai |    |                      |       |       |

| Cầu thủ xuất sắc nhất trận: Chanathip Songkrasin (Thái Lan) Trợ lý trọng tài: Matthew Cream (Úc) Anton Shchetinin (Úc) Trọng tài thứ tư: Sergei Grishchenko (Kyrgyzstan) Trợ lý trọng tài bổ sung: Peter Green (Úc) Sato Ryuji (Nhật Bản) |

### Ấn Độ vs UAE
| Ấn Độ | 0–2      | UAE                                 |
| ----- | -------- | ----------------------------------- |
|       | Chi tiết | - Khalf. Mubarak 41' - Mabkhout 88' |

| Ấn Độ | UAE |

| GK                  | 1  | Gurpreet Singh Sandhu |     |     |
| RB                  | 20 | Pritam Kotal          |     |     |
| CB                  | 5  | Sandesh Jhingan       |     |     |
| CB                  | 22 | Anas Edathodika       |     |     |
| LB                  | 3  | Subhasish Bose        | 73' |     |
| RM                  | 15 | Udanta Singh          |     | 79' |
| CM                  | 7  | Anirudh Thapa         |     | 70' |
| CM                  | 14 | Pronay Halder         |     |     |
| LM                  | 19 | Halicharan Narzary    |     | 46' |
| CF                  | 13 | Ashique Kuruniyan     | 51' |     |
| CF                  | 11 | Sunil Chhetri (c)     |     |     |
| Vào sân thay người: |    |                       |     |     |
| FW                  | 12 | Jeje Lalpekhlua       |     | 46' |
| MF                  | 17 | Rowllin Borges        |     | 70' |
| MF                  | 18 | Jackichand Singh      |     | 79' |
| Huấn luyện viên:    |    |                       |     |     |
| Stephen Constantine |    |                       |     |     |

| GK                  | 17 | Khalid Eisa           |  |     |
| RB                  | 9  | Bandar Al-Ahbabi      |  |     |
| CB                  | 4  | Khalifa Mubarak       |  |     |
| CB                  | 19 | Ismail Ahmed          |  |     |
| LB                  | 18 | Al Hassan Saleh       |  |     |
| RM                  | 13 | Khamis Esmaeel        |  | 63' |
| CM                  | 2  | Ali Salmeen           |  |     |
| CM                  | 5  | Amer Abdulrahman      |  | 75' |
| LM                  | 15 | Ismail Al Hammadi (c) |  |     |
| AM                  | 21 | Khalfan Mubarak       |  | 85' |
| CF                  | 7  | Ali Mabkhout          |  |     |
| Vào sân thay người: |    |                       |  |     |
| MF                  | 8  | Majed Hassan          |  | 63' |
| DF                  | 23 | Mohamed Ahmed         |  | 75' |
| FW                  | 10 | Ismail Matar          |  | 85' |
| Huấn luyện viên:    |    |                       |  |     |
| Alberto Zaccheroni  |    |                       |  |     |

| Cầu thủ xuất sắc nhất trận: Ali Mabkhout (UAE) Trợ lý trọng tài: Miguel Hernández (México) Alberto Morín (México) Trọng tài thứ tư: Rashid Al-Ghaithi (Oman) Trợ lý trọng tài bổ sung: Iida Jumpei (Nhật Bản) Kimura Hiroyuki (Nhật Bản) |

### UAE vs Thái Lan
| UAE           | 1–1      | Thái Lan       |
| ------------- | -------- | -------------- |
| - Mabkhout 7' | Chi tiết | - Thitipan 41' |

| UAE | Thái Lan |

| GK                  | 17 | Khalid Eisa           |     |     |
| CB                  | 19 | Ismail Ahmed          |     |     |
| CB                  | 4  | Khalifa Mubarak       |     |     |
| CB                  | 23 | Mohamed Ahmed         |     |     |
| RWB                 | 9  | Bandar Al-Ahbabi      |     | 46' |
| LWB                 | 18 | Al Hassan Saleh       | 34' |     |
| RM                  | 21 | Khalfan Mubarak       |     | 84' |
| CM                  | 8  | Majed Hassan          |     |     |
| CM                  | 2  | Ali Salmeen           |     |     |
| LM                  | 15 | Ismail Al Hammadi (c) |     | 74' |
| CF                  | 7  | Ali Mabkhout          |     |     |
| Vào sân thay người: |    |                       |     |     |
| MF                  | 16 | Mohamed Abdulrahman   |     | 46' |
| FW                  | 11 | Ahmed Khalil          |     | 74' |
| FW                  | 10 | Ismail Matar          |     | 84' |
| Huấn luyện viên:    |    |                       |     |     |
| Alberto Zaccheroni  |    |                       |     |     |

| GK                  | 23 | Siwarak Tedsungnoen  |     |     |
| RB                  | 3  | Theerathon Bunmathan |     |     |
| CB                  | 5  | Adisorn Promrak      |     |     |
| CB                  | 15 | Suphan Thongsong     | 79' |     |
| LB                  | 16 | Mika Chunuonsee      |     | 31' |
| RM                  | 19 | Tristan Do           |     |     |
| CM                  | 8  | Thitipan Puangchan   |     |     |
| CM                  | 17 | Tanaboon Kesarat     |     | 90' |
| LM                  | 18 | Chanathip Songkrasin |     |     |
| CF                  | 9  | Adisak Kraisorn      |     | 64' |
| CF                  | 10 | Teerasil Dangda (c)  |     |     |
| Vào sân thay người: |    |                      |     |     |
| DF                  | 4  | Chalermpong Kerdkaew |     | 31' |
| FW                  | 22 | Supachai Jaided      |     | 64' |
| MF                  | 21 | Pokklaw Anan         |     | 90' |
| Huấn luyện viên:    |    |                      |     |     |
| Sirisak Yodyardthai |    |                      |     |     |

| Cầu thủ xuất sắc nhất trận: Ali Mabkhout (UAE) Trợ lý trọng tài: Yamauchi Hiroshi (Nhật Bản) Mihara Jun (Nhật Bản) Trọng tài thứ tư: Mohd Yusri Muhamad (Malaysia) Trợ lý trọng tài bổ sung: Iida Jumpei (Nhật Bản) Kimura Hiroyuki (Nhật Bản) |

### Ấn Độ vs Bahrain
| Ấn Độ | 0–1      | Bahrain                |
| ----- | -------- | ---------------------- |
|       | Chi tiết | - Rashid 90+1' (ph.đ.) |

| Ấn Độ | Bahrain |

| GK                  | 1  | Gurpreet Singh Sandhu |  |     |
| RB                  | 20 | Pritam Kotal          |  |     |
| CB                  | 5  | Sandesh Jhingan       |  |     |
| CB                  | 22 | Anas Edathodika       |  | 4'  |
| LB                  | 3  | Subhasish Bose        |  |     |
| RM                  | 15 | Udanta Singh          |  |     |
| CM                  | 17 | Rowllin Borges        |  |     |
| CM                  | 14 | Pronay Halder (c)     |  |     |
| LM                  | 19 | Halicharan Narzary    |  | 79' |
| CF                  | 13 | Ashique Kuruniyan     |  | 46' |
| CF                  | 11 | Sunil Chhetri         |  |     |
| Vào sân thay người: |    |                       |  |     |
| DF                  | 2  | Salam Ranjan Singh    |  | 4'  |
| FW                  | 12 | Jeje Lalpekhlua       |  | 46' |
| MF                  | 7  | Anirudh Thapa         |  | 79' |
| Huấn luyện viên:    |    |                       |  |     |
| Stephen Constantine |    |                       |  |     |

| GK                  | 1  | Sayed Shubbar Alawi    |     |     |
| RB                  | 16 | Sayed Redha Isa        |     |     |
| CB                  | 5  | Hamad Al-Shamsan       | 64' |     |
| CB                  | 3  | Waleed Al Hayam        |     |     |
| LB                  | 12 | Ahmed Juma             |     | 78' |
| CM                  | 7  | Abdulwahab Al-Safi (c) |     |     |
| CM                  | 19 | Kamil Al Aswad         |     |     |
| RW                  | 11 | Ali Madan              |     | 55' |
| AM                  | 23 | Jamal Rashid           |     |     |
| LW                  | 4  | Sayed Dhiya Saeed      |     |     |
| CF                  | 13 | Mohamed Al Romaihi     |     | 61' |
| Vào sân thay người: |    |                        |     |     |
| MF                  | 8  | Mohamed Marhoon        |     | 55' |
| FW                  | 10 | Abdulla Yusuf Helal    |     | 61' |
| FW                  | 20 | Sami Al-Husaini        |     | 78' |
| Huấn luyện viên:    |    |                        |     |     |
| Miroslav Soukup     |    |                        |     |     |

| Cầu thủ xuất sắc nhất trận: Jamal Rashid (Bahrain) Trợ lý trọng tài: Abdukhamidullo Rasulov (Uzbekistan) Sergei Grishchenko (Kyrgyzstan) Trọng tài thứ tư: Ronnie Koh Min Kiat (Singapore) Trợ lý trọng tài bổ sung: Ravshan Irmatov (Uzbekistan) Valentin Kovalenko (Uzbekistan) |

## Kỷ luật
Điểm đội đoạt giải phong cách sẽ được sử dụng làm các tiêu chí nếu các kỷ lục đối đầu và tổng thể của các đội tuyển vẫn hòa (và nếu loạt sút luân lưu không được áp dụng như một tiêu chí). Chúng được tính dựa trên các thẻ vàng và thẻ đỏ nhận được trong tất cả các trận đấu bảng như sau:
- thẻ vàng = 1 điểm
- thẻ đỏ với tư cách một kết quả của hai thẻ vàng = 3 điểm
- thẻ đỏ trực tiếp = 3 điểm
- thẻ vàng tiếp theo sau thẻ đỏ trực tiếp = 4 điểm

Chỉ một trong những khoản khấu trừ trên sẽ được áp dụng cho một cầu thủ trong một trận đấu duy nhất.
| Đội tuyển | Trận 1   | Trận 1                                    | Trận 1 | Trận 1            | Trận 2   | Trận 2                                    | Trận 2 | Trận 2            | Trận 3   | Trận 3                                    | Trận 3 | Trận 3            | Điểm |
| Đội tuyển | Thẻ vàng | Thẻ vàng · Thẻ vàng-đỏ (thẻ đỏ gián tiếp) | Thẻ đỏ | Thẻ vàng · Thẻ đỏ | Thẻ vàng | Thẻ vàng · Thẻ vàng-đỏ (thẻ đỏ gián tiếp) | Thẻ đỏ | Thẻ vàng · Thẻ đỏ | Thẻ vàng | Thẻ vàng · Thẻ vàng-đỏ (thẻ đỏ gián tiếp) | Thẻ đỏ | Thẻ vàng · Thẻ đỏ | Điểm |
| --------- | -------- | ----------------------------------------- | ------ | ----------------- | -------- | ----------------------------------------- | ------ | ----------------- | -------- | ----------------------------------------- | ------ | ----------------- | ---- |
| Bahrain   |          |                                           |        |                   |          |                                           |        |                   | 2        |                                           |        |                   | −2   |
| Ấn Độ     |          |                                           |        |                   | 2        |                                           |        |                   |          |                                           |        |                   | −2   |
| UAE       | 2        |                                           |        |                   |          |                                           |        |                   | 1        |                                           |        |                   | −3   |
| Thái Lan  | 2        |                                           |        |                   | 4        |                                           |        |                   | 1        |                                           |        |                   | −7   |